# John Keats
John Keats, angleški pesnik, * 31. oktober 1795, Swan and Hoop Inn, Moorgate, London, Anglija, † 23. februar 1821, Rim, Papeška država.
Keats je bil eden glavnih pesnikov angleške romantike. Med njegovim kratkim življenjem so njegovo delo neprestano grajali in so ga popolnoma priznali šele dosti pozneje. Za njegovo pesništvo je značilna velika ljubezen do jezika in bogata, čutna domišljija. Velikokrat je imel občutek da ustvarja v senci nekdanjih pesnikov, tako da je šele proti koncu življenja lahko napisal svoje najizvirnejše in najznamenitejše pesmi.

## Življenje

### Mladost in začetki
Njegov oče je bil konjač. Krčma v bližini se danes imenuje »The John Keats at Moorgate«, le nekaj jardov stran od postaje Moorgate station londonske podzemne železnice. Prvih sedem let njegovega življenja je bilo srečnih. Njegove težave so se začele leta 1803, ko je njegovega očeta pri padcu s konja zaradi počene lobanje doletela smrt. Njegova mati se je kmalu zatem ponovno omožila, vendar se je tudi kmalu ločila in odšla živeti z otroki h Keatsovi babici. Tu je Keats v šoli vzljubil književnost. Leta 1810 je njegova mati zaradi tuberkuloze umrla.
Babica je najela dva skrbnika. Keatsa sta izpisala iz njegove stare šole in ga dala v uk k zdravniku. Tu je ostal do leta 1814 in je po sporu z zdravnikom odšel študirati v tamkajšnjo bolnico. Tega leta se je vse bolj začel posvečati književnosti.
Ko je spoznal delo Edmunda Spencerja in še posebej njegovo pesem Pravljična kraljična (The Faerie Queene) iz leta 1590, je tudi sam začel ustvarjati kot pesnik. Tako je napisal svojo prvo pesem Posnemanje Spencerja (Imitation of Spenser).
Spoprijateljil se je z Jamesom Leighom Huntom, pesnikom in urednikom, ki je leta 1816 objavil njegovo prvo pesem. Naslednje leto 1817 je Keats objavil svojo prvo knjigo pesmi s preprostim naslovom Pesmi (Poems). Njegove Pesmi niso dobro sprejeli, predvsem zaradi njegovega poznanstva s Huntom.
Poleti 1817 se je Keats preselil na Otok Wight.

## Izbrana dela
- On First Looking into Chapman's Homer (1816),
- Sleep and Poetry (1816),
- Endymion: A Poetic Romance (1817)
- Hyperion (1818),
- When I have Fears that I may Cease to Be (1818),
- The Eve of St. Agnes (1819),
- Bright star, would I were stedfast as thou art (1819),
- La Belle Dame sans Merci: A Ballad (1819),
- Ode to Psyche (1819),
- Ode to a Nightingale (1819),
- Ode on a Grecian Urn (1819),
- Ode on Melancholy (1819),
- Ode on Indolence (1819),
- Lamia (1819),
- To Autumn (1819),
- The Fall of Hyperion: A Dream (1819),

- Negative Capability (1817),
- The Mansion of Many Apartments (1818).